# Ren (Name)
Ren ist ein chinesischer männlicher Vorname sowie ein in China und Japan gebräuchlicher Familienname.

## Namensträger

### Vorname
- Bu Ren († 1534 v. Chr.), elfter oder zwölfter König der Shang-Dynastie über China
- Cao Ren (168–223 n. Chr.), chinesischer General der späten Han-Dynastie und zur Zeit der Drei Reiche
- Itō Ren (1898–1983), japanischer Maler
- Ren Mikase (* 2000), japanische Skispringerin
- Ren Nikaidō (* 2001), japanischer Skispringer
- Zhang Ren († 213), chinesischer Offizier zur Zeit der Drei Reiche
- Zhong Ren, dritter oder vierter König der Shang-Dynastie für vier Jahre über China

### Familienname
- Alexis Ren (* 1996), amerikanische Social-Media-Persönlichkeit, ⁣Unternehmerin und Model
- Ren Bishi (1904–1950), chinesischer Politiker, Marxist und Revolutionär
- Christy Ren (* 1983), Hongkonger Shorttrackerin
- Ren Guixin (* 1988), chinesische Fußballspielerin
- Ren Hui (* 1983), chinesische Eisschnellläuferin
- Ren Jianxin (1925–2024), chinesischer Richter
- Ren Liping (* 1978), chinesische Fußballspielerin
- Ren Long (* 1988), chinesischer Skilangläufer und Biathlet
- Ren Mei'e (1913–2008), chinesischer Geograph und Geologe
- Ren Mengqian (* 1993), chinesische Stabhochspringerin
- Ren Mingwei (* 1999), chinesischer Eishockeytorwart
- Peter Chang Bai Ren (1914–2005), katholischer Bischof von Hubei in China
- Ren Qian (* 2001), chinesische Wasserspringerin
- Rachel Ren (* 1973), australische Synchronschwimmerin
- Ren Rong (* 1960), chinesisch-deutscher Bildender Künstler
- Ren Ruiping (* 1976), chinesische Dreispringerin
- Stefanie Ren (* 1987), deutsche Drehbuchautorin und Autorin
- Ren Wanding (* 1944), chinesischer Dissident
- Ren Xinmin (1915–2017), chinesischer Raketenwissenschaftler
- Ren Xiong (1823–1857), chinesischer Künstler
- Ren Xiujuan (* 1974), chinesische Langstreckenläuferin
- Ren Yufei (* 2006), chinesische Tennisspielerin
- Ren Zhengfei (* 1944), chinesischer Unternehmer
- Ren Zhiqiang (* 1951), chinesischer Unternehmer und Regimekritiker
- Ren Ziwei (* 1997), chinesischer Shorttracker

### Kunstfiguren
- Ren Dhark, titelgebender Held der gleichnamigen Romanheftserie
- Ren Hoëk, eine der Hauptfiguren aus der Zeichentrickserie Ren und Stimpy
- Ren Honjō, eine der Hauptfiguren aus der Mangareihe Nana
- Ren Tao, eine der Hauptfiguren aus der Mangareihe Shaman King
- Ren Tsuruga, eine der Hauptfiguren aus der Mangareihe Skip Beat
- Kylo Ren, eine der Hauptfiguren aus dem Star-Wars-Franchise